# Massacro di Tulsa
Il massacro di Tulsa ebbe luogo a Tulsa, negli Stati Uniti d'America, tra il 31 maggio e il 1º giugno 1921, quando una folla composta da bianchi iniziò ad attaccare le persone e le proprietà della comunità afroamericana in tutto il quartiere cittadino di Greenwood (soprannominato "Black Wall Street").
I tumulti scoppiarono nel corso del fine settimana seguente al Memorial Day, dopo che un giovane afroamericano, Dick Rowland, venne arrestato, accusato di aver commesso violenza sessuale contro Sarah Page, diciassettenne bianca addetta agli ascensori in un edificio commerciale. Una folla di centinaia di bianchi si radunò fuori dalla prigione dove era rinchiuso Rowland, e questo spinse 75 afroamericani a dirigersi alla prigione, alcuni di loro armati, per impedire che il detenuto fosse linciato. Nonostante lo sceriffo avesse cercato di convincere tutti che la situazione era sotto controllo, cominciò uno scontro a fuoco tra i due gruppi, facendo dodici vittime: dieci bianchi e due neri. Fu l'inizio di uno scoppio di violenza. Facinorosi bianchi imperversarono nel quartiere afroamericano di Greenwood la notte e il mattino seguente, uccidendo persone e dando fuoco a case e a negozi. Verso mezzogiorno del 1º giugno la guardia nazionale dell'Oklahoma decretò la legge marziale, riuscendo a porre fine al massacro.
Più di 800 persone finirono in ospedale e circa 6.000 neri furono posti agli arresti in grandi strutture improvvisate, molti di loro per diversi giorni. Le statistiche ufficiali contarono 36 morti. La commissione dello Stato dell'Oklahoma del 2001 esaminò i documenti dell'epoca e poté confermare 39 uccisi, di cui 26 neri e 13 bianchi. La commissione fornì anche alcune stime del numero effettivo di vittime, comprese tra 75 e 300. Circa 10.000 neri rimasero senza casa e i danni ai beni ammontarono a più di 2 milioni di dollari dell'epoca (equivalenti a più 30 milioni di dollari degli anni 2020).
Nel 1996, 75 anni dopo il massacro, un provvedimento del parlamento dell'Oklahoma, votato da entrambi i partiti, portò alla costituzione di una commissione per lo studio dei disordini del 1921. Il rapporto finale della commissione, pubblicato nel 2001, afferma che la municipalità aveva favorito la violenza dei cittadini bianchi contro quelli neri e raccomandava l'istituzione di un programma di risarcimenti nei confronti dei sopravvissuti e dei loro eredi. Lo Stato dell'Oklahoma approvò una legge che istituiva borse di studio a favore dei discendenti dei sopravvissuti, stimolava la ripresa economica del quartiere di Greenwood e creava un parco a memoria delle vittime del massacro; questo fu inaugurato nel 2010. Nel 2020 il massacro è entrato nel programma scolastico delle scuole dell'Oklahoma.

## Il contesto storico
Nel 1921 in Oklahoma vi era molta tensione politica, sociale e razziale. Molti veterani tornavano dopo aver combattuto nella prima guerra mondiale; il nord dell'Oklahoma era stato scelto per il reinsediamento di nativi americani dal sud-est, alcuni dei quali avevano posseduto schiavi. In altre zone erano arrivati molti coloni provenienti dal profondo Sud, le cui famiglie erano state schiave prima della guerra di secessione.
L'Oklahoma era stato ammesso come Stato federato il 16 novembre del 1907. Il primo provvedimento del suo parlamento, eletto da poco, fu promulgare leggi favorevoli alla segregazione razziale, note come leggi Jim Crow. La sua Costituzione e le leggi del 1907 introdussero regole di registrazione degli elettori che in pratica tolsero il diritto di voto a quasi tutti i neri, e come conseguenza anche la possibilità di far parte delle giurie popolari e di essere assunti in un qualsiasi ufficio pubblico locale, in quanto non elettori registrati. Tale situazione perdurò fino all'approvazione in sede federale della legge per il diritto di voto del 1965 (Voting Rights Act). Le grandi città avevano anche approvato provvedimenti ulteriormente restrittivi.
All'inizio del XX secolo il linciaggio era comune in Oklahoma, parte di un tentativo continuo da parte dei bianchi di affermare e mantenere la supremazia. Tra la proclamazione statale della segregazione razziale e la rivolta di Tulsa 13 anni dopo, 31 persone subirono il linciaggio in Oklahoma; 26 di queste furono afroamericani e quasi tutti uomini o adolescenti.
Tulsa era una città in rapida espansione grazie all'estrazione del petrolio, e attirava anche afroamericani benestanti che iniziavano a fare affari in città. Il 16 agosto 1916 la municipalità di Tulsa promulgò un'ordinanza che costringeva alla segregazione residenziale, proibendo ai neri o ai bianchi di stabilirsi in un quartiere dove fossero presenti tre quarti o più residenti dell'altra razza. La Corte suprema degli Stati Uniti la dichiarò incostituzionale l'anno successivo, ma essa rimase consolidata nella pratica.
Quando i veterani cercarono di rientrare nel mercato del lavoro dopo la prima guerra mondiale le tensioni sociali e il risentimento contro i neri aumentarono, in quanto era aspra la concorrenza per ottenere un'occupazione. Allo stesso tempo, i veterani neri chiedevano un maggior rispetto dei propri diritti civili, ritenendo di aver guadagnato la piena cittadinanza attraverso il servizio militare. In quella che fu definita l'"estate rossa" del 1919, le città industriali degli Stati Uniti d'America medio-occidentali e nord-orientali conobbero gravi episodi di violenza razziale, spesso condotta contro i neri dai bianchi dei gruppi etnici più recentemente immigrati, che erano in competizione con i neri nel mercato del lavoro. A Chicago e in altre città i neri si difesero per la prima volta con forza, in quanto erano diventati una comunità abbastanza compatta.
L'Oklahoma nord-orientale era in una crisi economica e soffriva di un aumento della disoccupazione. Dal 1915 il Ku Klux Klan crebbe in varie zone urbane in tutto il paese, soprattutto dopo il ritorno dei veterani dalla guerra. La sua prima apparizione significativa in Oklahoma avvenne il 12 agosto del 1921, meno di tre mesi dopo la rivolta di Tulsa. Alla fine del 1921 Tulsa aveva 3.200 membri stimati del Klan, su una popolazione di 72.000 abitanti.
Il quartiere nero di Greenwood fu creato a Tulsa nel 1906, dopo che nel 1905 Booker T. Washington aveva visitato l'Arkansas, il territorio indiano e l'Oklahoma. Il nome era un omaggio al quartiere Greenwood che Washington aveva creato come un esperimento a Tuskegee, in Alabama, cinque anni prima. A Tulsa, nel 1921, Greenwood aveva una zona commerciale talmente prospera che era conosciuta come "Black Wall Street". Gli afroamericani avevano creato le loro proprie attività e servizi in questa enclave, tra cui diversi negozi, due giornali indipendenti, due sale cinematografiche, locali notturni e numerose chiese. Erano attivi professionisti neri quali medici, dentisti, avvocati e pastori religiosi. A causa della segregazione residenziale, la maggior parte delle classi sociali nere viveva insieme. La comunità al proprio interno si sceglieva i leader e raccoglieva i fondi per intraprendere attività economiche. Nelle zone circostanti del nord-est i neri godevano di una relativa prosperità e beneficiavano dell'espansione dell'industria petrolifera.

## Lunedì 30 maggio

### Incontri in ascensore
Si presume che verso le 4 del pomeriggio il diciannovenne Dick Rowland, un lustrascarpe nero impiegato presso un negozio di Main Street, entrò nell'unico ascensore del vicino edificio Drexel, al 319 in South Main Street, per poter utilizzare il bagno del ripostiglio riservato ai neri. Qui incontrò Sarah Page, l'operatrice diciassettenne bianca, che si trovava in servizio. I due probabilmente si conoscevano almeno di vista, dato che questo edificio era l'unico dotato di un bagno che Rowland avesse il permesso di usare e dato che l'ascensore gestito da Page era l'unico dello stabile. Un impiegato presso Renberg's, un negozio di abbigliamento situato al primo piano del Drexel, sentì quello che sembrava l'urlo di una donna e vide un giovane uomo nero che correva fuori dall'edificio. L'impiegato si diresse verso l'ascensore e trovò Page in stato, dichiarò, di estrema agitazione. Pensando che fosse stata aggredita chiamò le autorità.
Il rapporto conclusivo della Commissione nel 2001 ha constatato che fosse assai insolito che sia Rowland che Page lavorassero in pieno centro durante il Memorial Day, quando la maggior parte dei negozi e delle imprese erano chiusi.
"Se, e in che misura, Dick Rowland e Sarah Page si conoscessero, è stato da tempo oggetto di speculazioni. Sembra ragionevole che avessero almeno potuto conoscersi di vista, visto che Rowland avrebbe regolarmente frequentato l'ascensore di Page nel suo tragitto verso e dal bagno. Altri hanno tuttavia ipotizzato che avrebbero potuto essere stati amanti; un tabù pericoloso e potenzialmente mortale, ma non un'impossibilità (...) Che si conoscessero o meno, rimane manifesto il fatto che i due si trovavano in pieno centro quel lunedì, anche se ciò rimane in parte misterioso. Per il Memorial Day la maggior parte - ma non tutti - i negozi e le imprese a Tulsa rimanevano chiusi. Tuttavia sia Rowland sia Page apparentemente stavano lavorando (...) Tuttavia nei giorni e negli anni che seguirono tutti coloro che conoscevano Dick concordarono su una cosa: che non avrebbe mai potuto commettere uno stupro".
La parola "stupro", assai raramente utilizzata nei quotidiani o nel mondo accademico all'inizio del XX secolo, veniva sostituita invece da "assalto".
Un'ipotesi avanzata è che Rowland avesse inciampato salendo o uscendo dall'ascensore, e si fosse aggrappato a Page per evitare di cadere.

### Breve indagine
Anche se la polizia probabilmente interrogò Page, non è mai stato rinvenuto alcun resoconto scritto della sua dichiarazione. È generalmente accettato che la polizia abbia determinato che quello che fosse accaduto tra i due adolescenti era qualcosa di meno di un assalto. Le autorità condussero un'indagine a basso livello piuttosto che lanciare una caccia all'uomo contro il presunto assalitore. In seguito Page dichiarò alla polizia che non avrebbe voluto convalidare simili accuse.
Indipendentemente dal fatto che l'assalto fosse effettivamente avvenuto, Rowland aveva ragione di temere. All'epoca una semplice accusa lo poteva mettere a rischio di attacchi da parte di qualche bianco esagitato. Riconoscendo la gravità della situazione, fuggì nella casa di sua madre nel quartiere di Greenwood.

## Martedì 31 maggio

### Arresto del sospettato
La mattina dopo l'incidente, il detective Henry Carmichael e Henry C. Pack, un poliziotto nero, trovarono Rowland su Greenwood Avenue e lo posero in stato d'arresto. Pack era uno dei due neri della polizia, che contava all'incirca 45 uomini. Rowland fu inizialmente condotto nella prigione cittadina. A fine giornata, il commissariato J. M. Adkison dichiarò di aver ricevuto una telefonata anonima che minacciava la vita di Rowland; ordinò pertanto il suo trasferimento in una prigione più sicura, all'ultimo piano del palazzo del tribunale di contea.
La notizia si propagò rapidamente negli ambienti legali. In quanto clienti abituali del negozio dove Rowland lavorava, molti avvocati lo conoscevano; i testimoni raccontarono di aver ascoltato diversi avvocati che lo difesero nel corso di varie conversazioni private. Uno di questi affermò: "poiché conosco quel ragazzo e lo conosco molto bene, dico che non è lui il responsabile".

### Copertura giornalistica
Il Tulsa Tribune, una delle due testate con proprietari bianchi pubblicate a Tulsa, aprì l'edizione del pomeriggio con il titolo "Arrestato Nero per aver assalito una ragazza in un ascensore" (Nab Negro for Attacking Girl In an Elevator), descrivendo il presunto incidente. Secondo alcuni testimoni essa includeva anche un commento editoriale su un potenziale linciaggio di Rowland, intitolato "Linciare il nero stanotte" (To Lynch Negro Tonight). Il giornale era noto all'epoca per avere uno stile "sensazionalista" nella scrittura delle notizie. Tutte le copie originali di quel numero sono apparentemente state distrutte e la pagina corrispondente è assente dalla copia in microfilm, di modo che il contenuto esatto del commento (e se sia realmente esistito) rimane oggetto di discussione.

### L'arrivo dei linciatori
L'edizione pomeridiana del Tribune uscì per le strade poco dopo le 15 e presto si diffuse la notizia di un potenziale linciaggio. Per le 16 le autorità locali erano state messe in allerta. Una folla di bianchi inferociti cominciò a raggrupparsi nei pressi del tribunale della contea. All'ora del tramonto, le 19:34, le centinaia di bianchi che si erano riuniti al di fuori del tribunale sembravano oramai avere chiare intenzioni malevole. Willard M. McCullough, da poco nominato sceriffo della contea di Tulsa, rimase determinato a evitare eventi come il linciaggio avvenuto l'anno precedente di Roy Belton, un bianco sospettato di omicidio. Lo sceriffo prese misure per garantire la sicurezza di Rowland. Egli organizzò i suoi vice in una formazione difensiva intorno a Rowland, che era terrorizzato; fece posizionare sei dei suoi uomini, armati di carabine e fucili da caccia, sul tetto del tribunale. Disattivò l'ascensore dell'edificio, mentre gli altri uomini si barricarono alla sommità delle scale con l'ordine perentorio di fare fuoco contro qualsiasi intruso. Infine uscì e cercò di convincere la folla a tornarsene a casa, ma senza alcun risultato. Secondo un resoconto di Scott Ellsworth, lo sceriffo fu "ricoperto di insulti". Verso le 20:20, tre uomini bianchi entrarono nel tribunale, chiedendo che Rowland venisse loro consegnato. Sebbene la folla all'esterno fosse molto più numerosa della sua squadra, McCullough respinse fuori i tre facinorosi.
A pochi isolati di distanza da Greenwood Avenue, membri della comunità nera si riunirono al Gurley Hotel per discutere della situazione. Dato il recente linciaggio di Belton, credettero che Rowland fosse molto a rischio. La comunità era determinata a impedire il linciaggio del giovane uomo nero, ma si divise sulla tattica da adottare. I veterani della prima guerra mondiale iniziarono a prepararsi per uno scontro armato, raccogliendo pistole e munizioni. Gli uomini più anziani e più ricchi temettero invece un confronto distruttivo che probabilmente sarebbe costato loro molto caro. O. W. Gurley, il proprietario dell'hotel, si recò al palazzo del tribunale, dove lo sceriffo gli assicurò che non ci sarebbe stato alcun linciaggio. Tornando a Greenwood, Gurley cercò di calmare il gruppo, senza però riuscirci. Verso le 19.30 un gruppo di circa 50-60 uomini neri, armati di fucili, decise di andare al tribunale per aiutare lo sceriffo e i suoi sottoposti nella difesa di Rowland. Assicurando che Rowland era al sicuro, lo sceriffo e il suo vice nero, Barney Cleaver, invitarono con decisione i volontari ad andarsene.

### La tensione monta
Dopo aver visto i neri armati, alcuni dei più di 1.000 bianchi presenti corsero a procurarsi delle armi. Altri si diressero verso l'arsenale della Guardia nazionale all'angolo tra Sixth Street e Norfolk Avenue, con l'intenzione di impossessarsi del contenuto. L'armeria conteneva una fornitura di armi e munizioni. Il maggiore James Bell della 180ª fanteria era già al corrente della situazione e della possibilità di un assalto in piena regola, pertanto adottò misure per evitarlo. Chiamò i comandanti delle tre unità della Guardia nazionale presenti a Tulsa e ordinò a tutti i membri della Guardia di indossare l'uniforme e di disporsi rapidamente in assetto da battaglia. Quando un gruppo di bianchi cominciò a cercare di svellere l'inferriata di una finestra, Bell uscì per affrontare la folla composta da 3-400 uomini. Disse loro che i membri della Guardia all'interno erano armati e preparati a sparare a chiunque avesse cercato di entrare. Dopo questa prova di forza la folla si ritirò.
Davanti al tribunale i facinorosi erano oramai quasi 2.000, molti dei quali armati. Alcune personalità locali, tra cui il reverendo Charles William Kerr, pastore presbiteriano, cercarono di dissuadere la folla. Il capo della polizia, John A. Gustafson, successivamente affermò di aver cercato di parlare agli assembrati nel tentativo di farli desistere.
L'ansia su Greenwood Avenue stava aumentando. La comunità nera era preoccupata per la sicurezza di Rowland. Piccoli gruppi di uomini neri armati cominciarono ad avventurarsi verso il palazzo del tribunale a bordo di alcune automobili, in parte per ricognizione e in parte per dimostrare di essere disposti a prendere le misure necessarie per proteggere Rowland. Molti uomini bianchi interpretarono queste azioni come una "rivolta nera" e iniziarono a preoccuparsi. Testimoni oculari hanno riferito di colpi di pistola, presumibilmente sparati in aria, che aumentarono di frequenza nel corso della serata.
A Greenwood intanto le voci cominciarono a intensificarsi; in particolare si diceva che i bianchi stavano assaltando il tribunale. Poco dopo le 22 un secondo gruppo più numeroso, composto da circa 75 uomini neri armati, decise di andare sul posto. Ancora una volta mostrarono il loro sostegno allo sceriffo, che declinò l'offerta d'aiuto. Secondo testimoni, un bianco avrebbe detto a uno degli uomini neri armati di cedere la sua arma. Questi si rifiutò e venne esploso un colpo. Quel primo sparo potrebbe essere stato accidentale, oppure aver avuto il significato di un avvertimento; innescò però altri spari.

### Scoppia la rivolta
Gli spari innescarono una risposta quasi immediata da parte dei bianchi, molti dei quali si misero a prendere per bersaglio direttamente i neri; questi risposero al fuoco. Si dice che il primo scontro fosse stato molto breve, ma fu pesante, lasciando dieci bianchi e due neri rimasero uccisi o in fin di vita. Il contingente nero arretrò verso Greenwood. Vi furono diversi scontri a fuoco. La folla bianca armata si lanciò all'inseguimento dei neri in direzione di Greenwood; molti di loro si fermarono per saccheggiare i negozi locali di armi e munizioni. Lungo il cammino spettatori innocenti, molti dei quali stavano lasciando un cinema dopo uno spettacolo, vennero aggrediti dalla folla e cominciarono a fuggire. Il panico si scatenò quando la folla dei bianchi iniziò a sparare all'impazzata contro tutti i neri che capitassero loro a tiro. Nella confusione rimase ucciso dai pistoleri almeno anche un bianco.
Alle 23 circa i membri della Guardia nazionale dell'Oklahoma cominciarono a riunirsi nell'arsenale per organizzare un piano contro i rivoltosi. Diversi gruppi furono dispiegati nel centro cittadino per presidiare il tribunale, la stazione di polizia e altri servizi pubblici. Veterani di guerra, membri della sezione locale dell'American Legion, si unirono alle pattuglie già presenti per le strade. Le forze sembrarono schierarsi per proteggere i distretti bianchi adiacenti a Greenwood. Questa modalità di dislocazione mise la Guardia nazionale in una situazione di apparente opposizione alla comunità nera. La Guardia cominciò a eseguire ronde e a fermare i neri che non erano ancora ritornati a Greenwood; finirono detenuti alla Sala congressi in Brady Street.
Molte personalità di rilievo bianche parteciparono alla rivolta, tra essi il fondatore di Tulsa e membro del Ku Klux Klan Wyatt Tate Brady (suicida nel 1925) il quale partecipò alla rivolta come guardiano notturno. Riferì di aver visto "cinque neri morti", compreso un uomo che veniva trascinato da una macchina con un nodo scorsoio attorno al collo.
A mezzanotte i ribelli bianchi si riunirono di nuovo all'esterno del tribunale. Si trattava di un gruppo più piccolo ma più organizzato e determinato del precedente; si mise a gridare a sostegno del linciaggio, senza però tentare di entrare nell'edificio.

## Mercoledì 1º giugno
Per tutta la notte, gruppi di bianchi e neri armati si affrontarono. I combattimenti si concentravano lungo tratti della ferrovia per San Francisco, che divideva i quartieri commerciali bianchi da quelli neri. Cominciò a diffondersi la notizia che gruppi di neri stessero giungendo in treno da Muskogee (Oklahoma) in rinforzo. A un certo punto i passeggeri su un treno in arrivo furono costretti a ripararsi sul pavimento delle vetture, trovandosi nel mezzo del fuoco incrociato, con il treno che veniva colpito da entrambi i lati. Piccoli gruppi di bianchi fecero brevi incursioni in macchina fino a Greenwood, sparando indiscriminatamente contro sia negozi sia residenze private. Spesso subirono spari di risposta. Nel frattempo i rivoltosi bianchi gettarono stracci d'olio incendiati contro diversi edifici lungo Archer Street, che si misero così a bruciare.

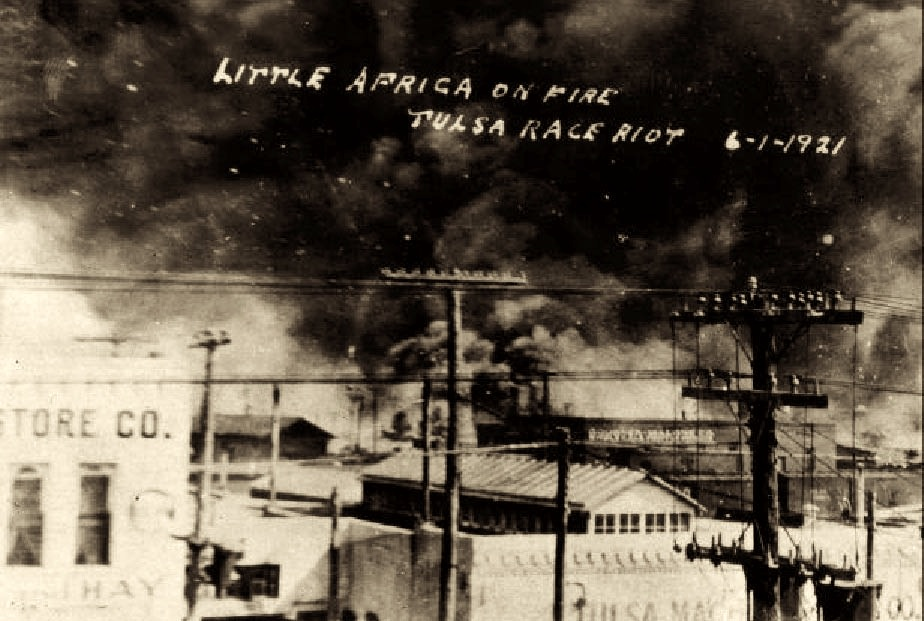
Incendi lungo Archer Street e Greenwood Avenue durante la rivolta di Tulsa del 1921.

### Inizio degli incendi dolosi
All'1 di notte la folla dei bianchi iniziò ad appiccare incendi, soprattutto nei negozi situati in Archer Street, al confine meridionale del quartiere di Greenwood. Quando le squadre di vigili del fuoco sopraggiunsero per spegnere le fiamme, furono respinte minacciate con le armi. Alle 4 del mattino si contavano in più di venti le aziende di proprietà nera che avevano cominciato a bruciare.
Mentre le notizie passavano di bocca in bocca tra i residenti di Greenwood, nelle prime ore del mattino molti cominciarono a prendere le armi in difesa della loro comunità, mentre altri iniziarono ad abbandonare la città. Durante tutta la notte entrambe le parti continuarono a combattere, talvolta solo sporadicamente.

### All'alba
Alle 5 del mattino, a quanto riferito, si sentì il fischio di un treno (Hirsch scrive che fosse invece una sirena d'allarme). Molti credettero che questo fosse un segnale dato ai rivoltosi per lanciare l'assalto finale su Greenwood. Un uomo bianco uscito da un magazzino ferroviario fu colpito da un cecchino di Greenwood. Bande di rivoltosi uscirono dai loro nascondigli e, a piedi e in auto, invasero le strade del quartiere nero. Cinque bianchi in un'automobile guidavano la carica, ma furono uccisi da una scarica di fucilate prima che percorressero un solo isolato.
Sopraffatti numericamente, i neri si ritirarono a nord della Greenwood Avenue, verso i margini della città. La fuga precipitosa di alcuni residenti generò il caos. I rivoltosi spararono indiscriminatamente e assassinarono molti abitanti lungo la strada. Divisi in piccoli gruppi cominciarono a saccheggiare e distruggere case e edifici. Alcuni neri più tardi testimoniarono che i bianchi si introdussero con la forza in case abitate ordinando ai presenti di uscire, e questi poi furono portati a forza verso i centri di detenzione appena allestiti.
Si diffusero voci tra i bianchi che la nuova chiesa battista Mount Zion venisse utilizzata come fortezza e arsenale. Si disse che venti casse piene di fucili fossero state portate in chiesa, anche se non si riscontrò mai alcuna prova in tal senso.

### Attacco dall'aria
Numerosi testimoni oculari descrissero aeroplani che trasportavano assalitori bianchi, che sparavano colpi di fucile e lanciavano bombe incendiarie sugli edifici, le case e le famiglie in fuga. I velivoli, sei biplani a due posti residuati della prima guerra mondiale, partirono dal vicino campo d'aviazione Curtiss-Southwest, appena fuori città. La polizia dichiarò in seguito che gli aerei dovevano perlustrare il territorio come prevenzione contro una "rivolta nera".
Le deposizioni dei testimoni oculari, come quelle dei sopravvissuti durante le udienze della Commissione e un manoscritto dell'avvocato Buck Colbert Franklin rinvenuto nel 2015, affermano che la mattina del 1º giugno almeno una decina di aerei sorvolò il quartiere nero e che da essi furono lanciate bombe incendiarie e sparati colpi di fucile contro cittadini neri.

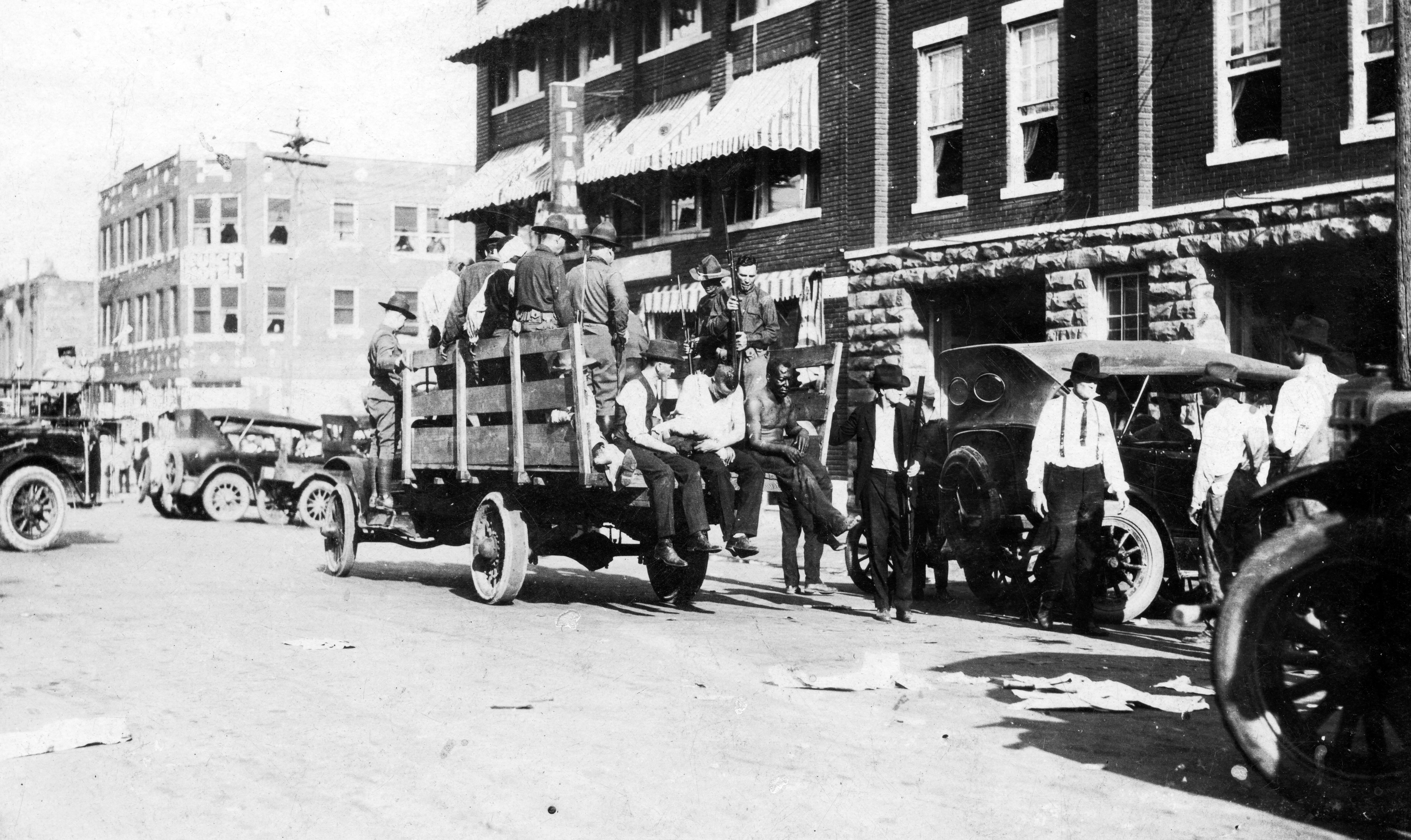
Militi della Guardia Nazionale trasportano i feriti su un autocarro il giorno dopo la rivolta.

### Arrivano le truppe della Guardia nazionale
Il generale in seconda Charles Barrett della Guardia nazionale dell'Oklahoma giunse con le proprie truppe direttamente da Oklahoma City con un treno speciale alle 9:15 del mattino. Ordinata dal governatore, la missione non poté agire legalmente finché non avesse contattato tutte le autorità locali competenti, tra cui il sindaco T. D. Evans, lo sceriffo e il capo della polizia. Nel frattempo i soldati si fermarono per fare la prima colazione. Barrett convocò i rinforzi da diverse altre città dell'Oklahoma. In questo momento migliaia di cittadini neri erano già fuggiti dalla città; altre 4.000 persone erano intanto state fermate e detenute in vari centri. Secondo la legge marziale che venne stabilita in giornata questi detenuti erano tenuti ad avere con sé una carta d'identità per poter essere rilasciati.
Barrett dichiarò la legge marziale alle 11:49 e a mezzogiorno le truppe erano riuscite a reprimere la maggior parte dei rimanenti focolai di violenza. Una lettera scritta da un ufficiale della terza divisione di fanteria della Guardia nazionale riportò una serie di eventi che condussero alla repressione della rivolta:
- tratti in custodia circa 30-40 afroamericani;
- posizionata una mitragliatrice su un camion e suo uso come pattuglia;
- subito fuoco da parte di cecchini neri installatisi nella chiesa, risposta al fuoco;
- subito fuoco di fucili da parte di uomini bianchi;
- trasportato prigionieri alla sede della polizia;
- nuova sparatoria da parte dei neri provocante due feriti leggeri;
- ricerca dei cecchini neri e di armi da fuoco;
- inviata una pattuglia a prendere 170 neri per condurli dalle autorità competenti;
- portati altri 150 neri alla Sala congressi[34].

La legge marziale fu tolta il 4 giugno.

## Conseguenze

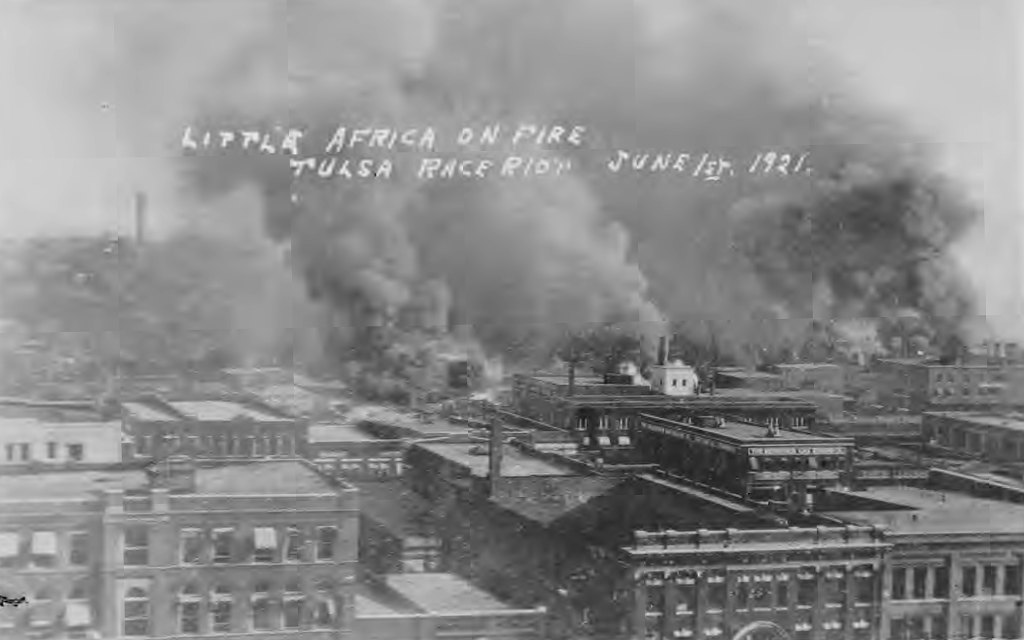
"Little Africa on Fire", 1º giugno del 1921. "Little Africa" era riferito al quartiere nero di Greenwood. La fotografia fu scattata presumibilmente dal tetto dell'Hotel Tulsa. La nuvola di fumo a sinistra fu indicata, nel resoconto di questa foto nel Tulsa Tribune, come proveniente dal punto da cui partì l'incendio.

### La conta delle vittime
La rivolta venne riportata da diversi quotidiani nazionali e il numero di morti segnalato varia notevolmente. Il 1º giugno il Tulsa Tribune riferì dapprima che 9 bianchi e 68 neri erano rimasti uccisi, ma poco dopo portò il numero totale delle vittime a 176. Il giorno successivo invece riportò un conteggio di 9 bianchi e 21 neri morti. Il Los Angeles Express titolò "175 morti, molti feriti". Il New York Times scrisse che erano state uccise 77 persone, di cui 68 afroamericani, ma in seguito abbassò il totale a 33. Richmond Times-Dispatch riferì di 85 persone (di cui 25 bianchi) vittime, ma disse anche che il capo della polizia dichiarò al governatore Robertson che il totale era di 75. Un maggiore della polizia riportò invece la cifra di 175.
L'agenzia di statistica dell'Oklahoma fissò il numero di morti a 36 (26 neri e 10 bianchi).
Walter Francis White della NAACP giunse a Tulsa da New York e riferì che, sebbene i funzionari municipali e le pompe funebri avessero dichiarato che le vittime erano da contare in 10 bianchi e 21 neri, valutò invece che i morti fossero stati 50 bianchi e tra 150 e 200 neri; White stimo in circa 250 il numero delle vittime totali. Egli riportò anche che 10 bianchi vennero uccisi martedì; altri 6 uomini entrarono nel quartiere nero e non ne uscirono più ed infine che 13 bianchi furono uccisi mercoledì. Dichiarò che il capo dell'Esercito della Salvezza a Tulsa gli parlò di 37 neri che vennero impiegati per scavare le fosse per seppellire 120 neri in tombe individuali, senza bara, tra venerdì e sabato.
Delle circa 800 persone ricoverate negli ospedali locali per lesioni, la maggioranza si crede sia stata bianca, in quanto entrambi gli ospedali neri vennero incendiati durante gli scontri. Inoltre, anche se gli ospedali bianchi avessero acconsentito a ricevere i neri, contro la loro solita politica di segregazione razziale, i neri feriti non avrebbero comunque avuto i mezzi per arrivarci, poiché erano situati lontano da Greenwood. Più di 6.000 residenti di Greenwood furono trattenuti in arresto e rimasero detenuti in tre strutture locali: la Sala congressi (Convention Hall), poi conosciuta come "Brady Theatre", il Fairgrounds (situato a circa un chilometro a nord-est di Greenwood) e McNulty Park (uno stadio di baseball tra Tenth Street e Elgin Avenue).
È noto che vari neri morirono mentre si trovarono nei centri di reclusione. Mentre la maggior parte delle morti si dice siano state registrate con precisione, non sono mai stati trovati verbali riguardo a quanti detenuti siano stati medicati per le ferite riportate e nemmeno quanti di essi sopravvissero. Questi numeri potrebbero essere ragionevolmente più di mille, forse molte di più.
La Croce Rossa Americana, nel resoconto preliminare dei fatti, citava una serie di stime molto divergenti, dai 55 ai 300 morti; tuttavia, a causa della grande fretta con cui furono seppelliti molti morti, la Croce Rossa preferì non avanzare una cifra precisa, affermando "Il numero di morti è oggetto di ipotesi".
La stessa Commissione dello Stato dell'Oklahoma, nel 2001, aveva al suo interno membri che appoggiavano stime del numero di morti molto diverse.

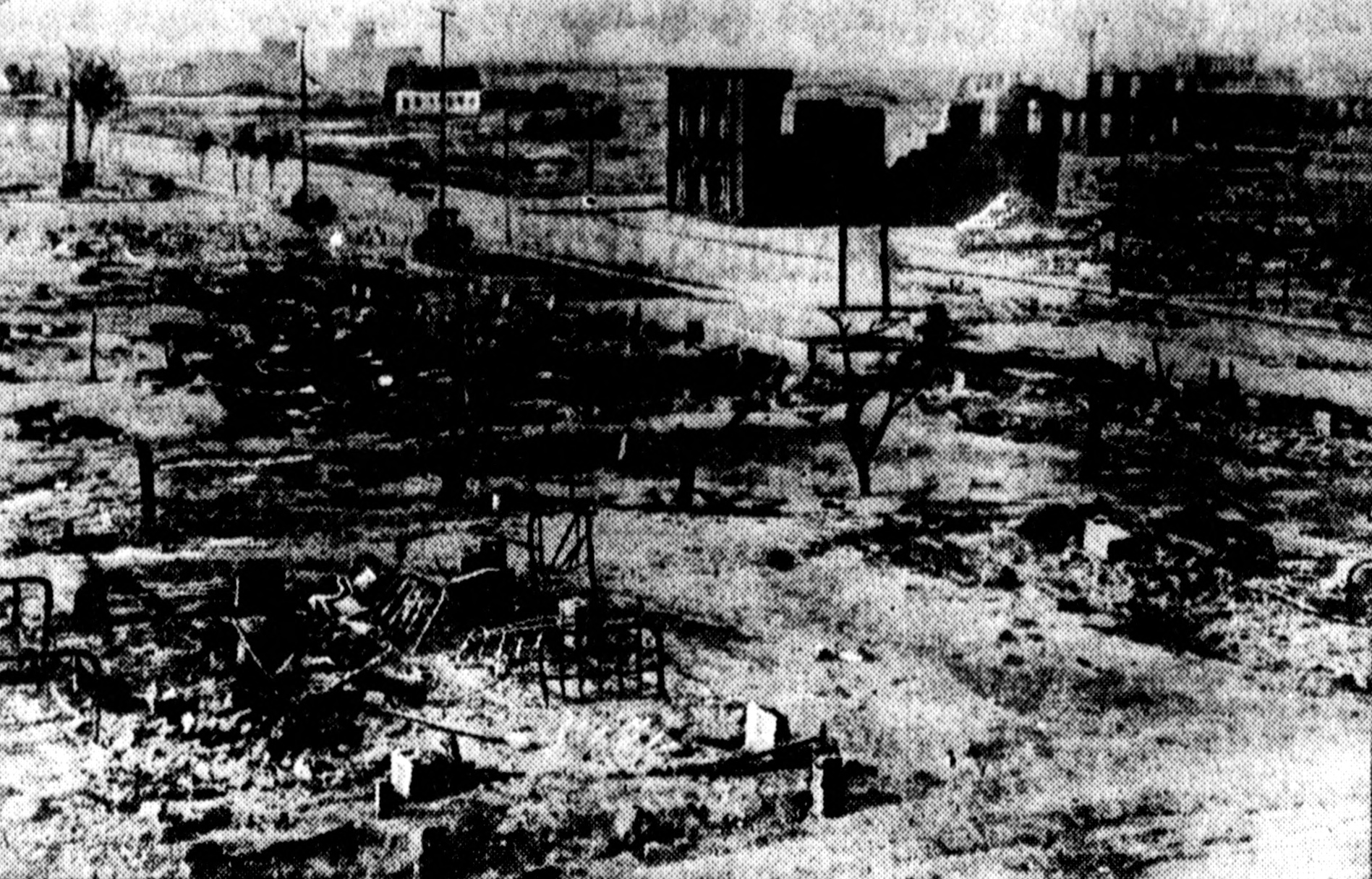
La prima illustrazione riportata da Tulsa mostra la devastazione compiuta nella zona residenziale afroamericana della città. Più di dieci isolati di abitazioni vennero completamente rase al suolo.

### Danni alle proprietà
La zona commerciale di Greenwood andò interamente distrutta. Andarono persi 191 negozi, una scuola media superiore, diverse chiese e l'unico ospedale del quartiere. La Croce Rossa riferì che 1.256 case furono bruciate e che altre 215 vennero saccheggiate. La perdita di proprietà stimata ammontò a 1,5 milioni di dollari in immobili e a 750.000 in proprietà personali (30 milioni di dollari nel 2017).
La Croce Rossa calcolò che 10.000 persone, soprattutto nere, rimasero prive di un'abitazione. Nel corso dell'anno seguente, cittadini di Tulsa intentarono azioni legali contro la municipalità per un totale di 1,8 milioni di dollari.

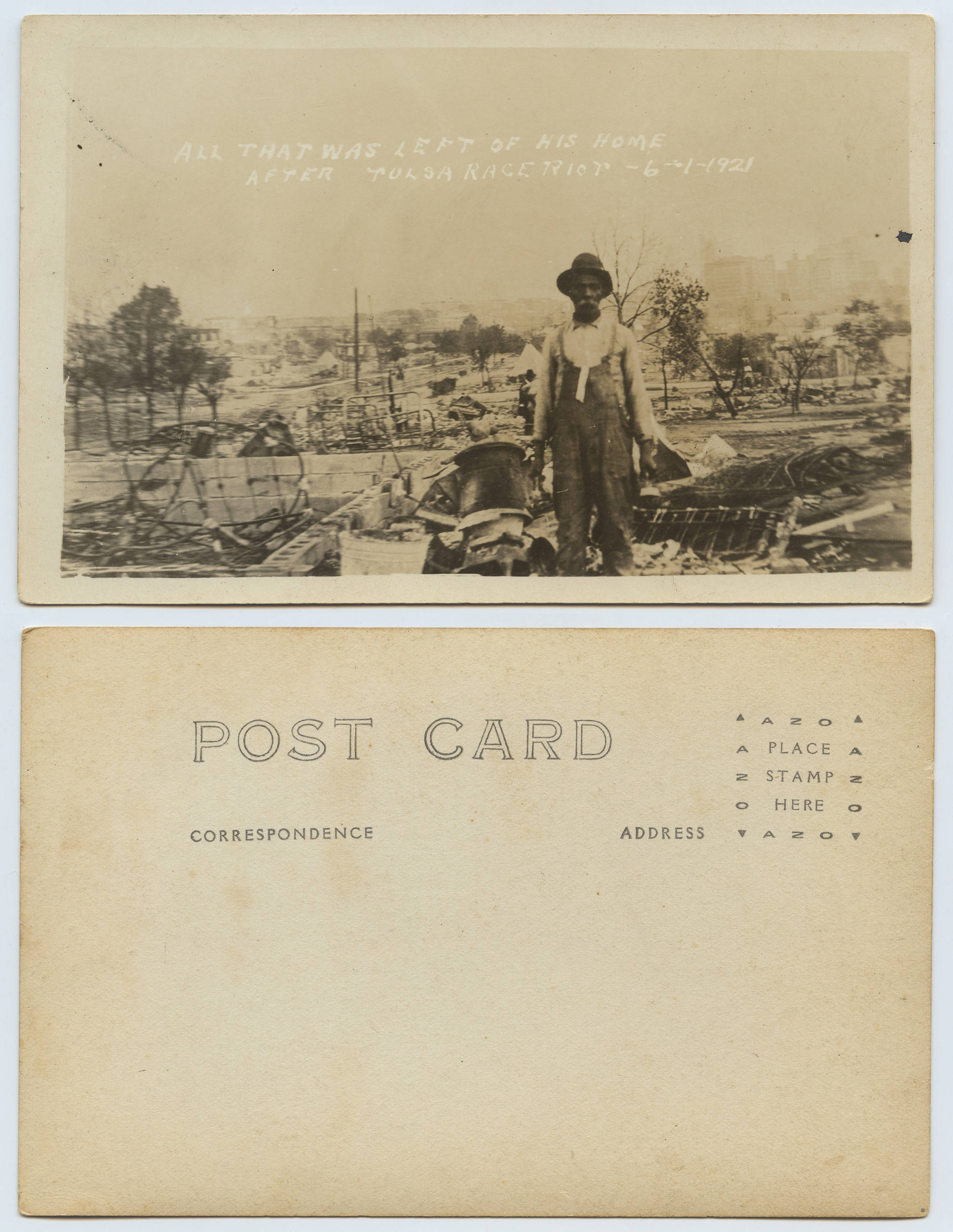
"Tutto ciò che è rimasto della sua casa", cartolina postale.

### Ricostruzione
Il governatore dell'Oklahoma James B. A. Robertson si recò a Tulsa per assicurarsi che l'ordine fosse stato ripristinato. Prima di tornare nella capitale Oklahoma City, ordinò l'apertura di un'indagine sugli eventi; richiese che venisse nominato un grand jury e il giudice Valjean Biddison dichiarò che l'inchiesta avrebbe avuto inizio l'8 giugno. Biddison si aspettava che il procuratore generale S.P. Freeling avrebbe chiamato numerosi testimoni, sia bianchi sia neri, data la vastità dei disordini. Freeling diede avvio all'inchiesta e i testimoni vennero ascoltati in 12 giorni. Il grand jury, esclusivamente composto da bianchi, concluse attribuendo l'intera colpa della rivolta alla comunità nera, sottolineando l'incapacità della polizia a impedirla. Furono aperte complessivamente 27 cause con 85 imputati; alla fine nessuno fu condannato per omicidio plurimo aggravato, tentato omicidio di massa o danneggiamento alle proprietà.
Il 3 giugno un folto gruppo, composto da più di 1.000 imprenditori e personalità della società civile, si riunì, decidendo di costituire un comitato per la raccolta di fondi per aiutare a ricostruire Greenwood. Il giudice J. Martin, ex sindaco di Tulsa, venne scelto come presidente. Disse alla riunione: ""Tulsa può solo riscattarsi dalla vergogna e dall'umiliazione nazionale in cui è oggi immersa con la completa riparazione e ripristino del quartiere nero distrutto. Il resto degli Stati Uniti deve sapere che gli autentici cittadini di Tulsa piangono su questo indicibile crimine e che ripagheranno al danno compiuto, per quanto può essere fatto, fino all'ultimo centesimo".
Molti neri trascorsero l'inverno del 1921-1922 in tende di fortuna allestite in mezzo alla cenere mentre lavoravano per ricostruire.
Un gruppo di influenti imprenditori immobiliari bianchi persuase la municipalità ad approvare un'ordinanza antincendio che avrebbe proibito a molti neri di ricostruire a Greenwood. La loro intenzione era quella di riqualificare Greenwood per un uso più industriale e commerciale, forzando i neri a spostarsi verso la periferia. Il provvedimento fu contestato davanti alla Corte Suprema dell'Oklahoma da parte di Buck Colbert Franklin: l'ordinanza fu dichiarata incostituzionale. La maggior parte dei finanziamenti promessi non giunsero mai alla comunità nera la quale si trovò costretta a combattere per poter avere il diritto di ricostruire.

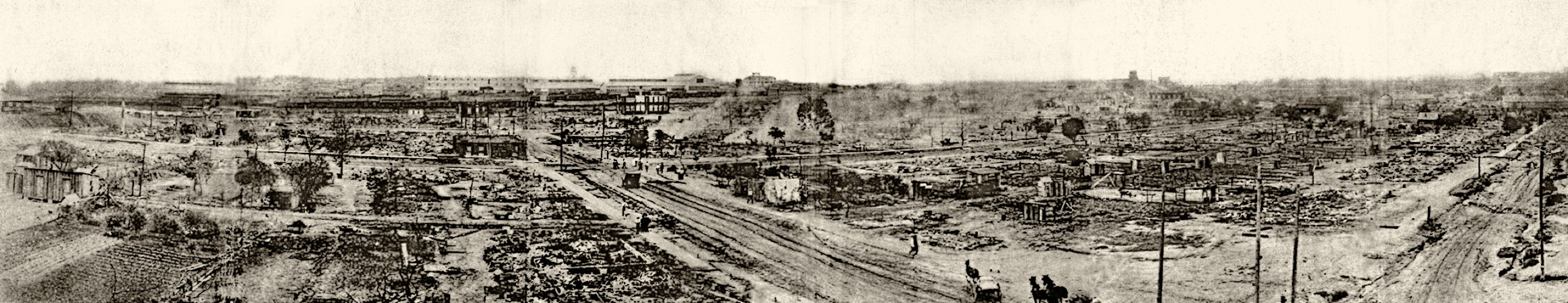
Preso dall'angolo sud-est del tetto della "Booker T. Washington High School", questo panorama mostra gran parte dei danni causati dai tumulti e dagli incendi. La strada che passa orizzontalmente al centro dell'immagine è Greenwood Avenue; la strada in diagonale dal centro verso sinistra è Easton Street; mentre la strada in diagonale verso destra è Frankfort Avenue.

Promotori immobiliari videro subito che l'incendio del quartiere di Greenwood offriva loro l'opportunità di trasformare radicalmente la zona, per esempio convertendola in zona industriale. Il Tulsa Daily World scrisse che il sindaco e i suoi assessori pensavano che "una grande zona industriale sarebbe stata desiderabile, permettendo una maggiore separazione tra neri e bianchi". The Black Dispatch descrive uno degli incontri del comitato per la ricostruzione, che includeva alcune personalità nere. Nei piani del comitato, gli abitanti di Greenwood avrebbero dovuto affidare le loro proprietà a una società, costituita dalla municipalità e presieduta da neri; questa società avrebbe poi a sua volta venduto le proprietà a una società immobiliare, di bianchi, al prezzo di terreni industriali anziché edificabili. Alcune personalità nere si opposero a questa ipotesi.
La costruzione del deposito ferroviario di Tulsa, un grosso snodo che connetteva tre importanti ferrovie, iniziò a Greenwood meno di due anni dopo gli scontri. In precedenza, erano già stati iniziati lavori per uno snodo ferroviario nella zona, più piccolo, ma come conseguenza degli scontri il terreno delle case e dei negozi distrutti divenne disponibile per l'ampliamento del progetto iniziale.

### Rompere il silenzio
Nessuno fu mai condannato per le azioni commesse durante la rivolta. La popolazione cittadina, in genere, mantenne per decenni il silenzio sugli eventi. Della rivolta non si parlò molto nei resoconti locali e nazionali, e nel 2011 il New York Times scriveva che "gli scontri erano raramente menzionati nei libri di storia, a scuola e anche in privato. Sia bianchi sia neri arrivarono all'età adulta senza sapere che erano successi". Non se ne trovò traccia nelle rubriche della Tulsa Tribune "Succedeva oggi cinquant'anni fa" e "Succedeva oggi venticinque anni fa".
Un certo numero di persone cercarono di documentare gli eventi, di raccogliere fotografie e registrare il nome dei morti e dei feriti. Mary E. Jones Parrish, giovane insegnante nera e giornalista di Rochester (New York), fu assunta dalla Commissione Interrazziale per scrivere un resoconto della rivolta. Era lei stessa una sopravvissuta e scrisse delle proprie esperienze, raccogliendo altre testimonianze, catalogando fotografie e compilando "una lista parziale delle perdite di beni nella comunità afroamericana". Pubblicò il resoconto con il titolo di Events of the Tulsa Disaster (1922, ristampa 1992 e 1998). Fu il primo libro stampato sulla rivolta. Il primo testo accademico è stata una tesi scritta nel 1946 da Loren L. Gill, veterana della seconda guerra mondiale, ma della tesi non si parlò al di fuori dell'Università di Tulsa.
Nel 1971 un piccolo gruppo di sopravvissuti si riunì per un servizio commemorativo presso la chiesa battista del Monte Zion, sia neri che bianchi. Quell'anno la Camera di commercio di Tulsa decise di commemorare la rivolta, ma quando lessero e videro le testimonianze e le foto raccolte da Ed Wheeler, conduttore di un programma storico radiofonico, i responsabili della Camera di commercio non vollero pubblicarlo. Wheeler quindi lo inviò ad entrambi i principali quotidiani locali, che lo rifiutarono. Il suo articolo fu infine pubblicato in Impact Magazine, una nuova pubblicazione rivolta ad un pubblico nero, ma la maggior parte della Tulsa bianca non ne ha mai saputo nulla.

## Commissione d'inchiesta
Nel 1996, con l'avvicinarsi del 75º anniversario dell'evento, il parlamento dell'Oklahoma istituì una commissione per indagare sui disordini razziali di Tulsa, con il compito di preparare un "resoconto storico" della rivolta. L'impegno dello studio "ha ricevuto un forte sostegno da parte di esponenti di tutti gli schieramenti politici". La denominazione ufficiale della commissione era "sulla rivolta razziale", ma nel 2018 cambiò in "sul massacro razziale".
La Commissione pubblicò la sua relazione il 21 febbraio 2001. Oltre a documentare in modo approfondito le cause della rivolta e i danni prodotti, la relazione raccomandava una serie di azioni per una consistente riparazione verso la comunità nera. In ordine di priorità:
1. pagamento diretto dei risarcimento per i sopravvissuti;
2. pagamento diretto dei risarcimento ai discendenti dei sopravvissuti;
3. un fondo per borse di studio riservate agli studenti di famiglie colpite dal massacro;
4. creazione di una zona per lo sviluppo economico nella parte storica del quartiere Greenwood;
5. un memoriale dei resti delle vittime della rivolta[20].

Nel giugno 2001 il parlamento dello Stato dell'Oklahoma approvò una legge di riconciliazione, che prevedeva:
1. più di 300 borse di studio per i discendenti dei residenti di Greenwood;
2. creazione di un memoriale a ricordo di coloro che sono morti durante la rivolta. Un parco con statue è stato aperto come "parco della riconciliazione" il 27 ottobre 2010, dedicato al più autorevole storico afroamericano di Tulsa, John Hope Franklin[54];
3. sviluppo economico a Greenwood[55].

### Il manoscritto del 2015
Nel 2015 è stato rinvenuto il resoconto verbale di un testimone oculare precedentemente ignoto; acquisito dal "National Museum of African American History and Culture" della Smithsonian Institution, il manoscritto di dieci pagine scritto dall'avvocato Buck Colbert Franklin ricorda che, mentre se ne stava nel suo ufficio guardando fuori dalla finestra "sentii qualcosa come grandine che cadeva sulla cima del palazzo di uffici dove stavo. Ho visto allora di colpo East Archer, il vecchio Hotel a metà strada, in fiamme, bruciava dalla sua cima e poi un altro e un altro edificio ancora cominciarono a bruciare a partire dai tetti".
Quello che vedeva era una città sotto assedio: "fiamme rosseggianti volteggiavano nell'aria. Il fumo saliva in cielo in masse nere e compatte e in mezzo a tutto ciò gli aeroplani continuavano a muoversi di qua e di là con l'agilità di uccelli". Uscendo a guardare Franklin trovò la fonte dello strano suono, che aveva sbattuto contro l'edificio dove stava: "i marciapiedi erano letteralmente coperti da palline di trementina infuocate, sapevo benissimo da dove provenivano e sapevo benissimo perché ogni edificio che bruciava si era incendiato a partire dall'alto".
Scrisse: "Mi fermai e aspettavo un momento opportuno per fuggire. Dov'è il nostro splendido reparto di vigili del fuoco con le sue dozzine di stazioni? Mi sono chiesto: la città sta cospirando con la folla dei criminali".
Buck (Charles) Colbert Franklin (1879-1957) era di origini afroamericane e Choctaw. Divenne noto per essere stato l'avvocato dei sopravvissuti neri del massacro di Tulsa e di altri casi di diritti civili. Franklin era il padre dello storico John Hope Franklin (1915-2009) e nonno di John W. Franklin, che fu uno dei maggiori finanziatori del progetto del "Museo Nazionale di Storia e Cultura Afroamericana". Questi ricorda la prima volta che lesse il manoscritto del nonno: "ho pianto, ho pianto soltanto, è così splendidamente scritto e vigoroso, e ti trasporta fino a quel momento". Franklin si meraviglia: "ti chiedi cosa è successo agli altri. Era l'impatto emotivo di aver distrutto la vostra comunità e di essere fuggiti per trovare scampo?".

## Nella cultura di massa
La pubblicazione della relazione finale della Commissione e la relativa pubblicità ha stimolato opere artistiche storiche collegate alla strage:
- Tulsa, un dramma di Lindsay Davidson composta nel 2004 da un libretto del dottor Tom Hubbard[57].
- Tulsa 1921, una canzone degli "Smokey and the Mirror", un duo di folk music popolare contemporanea statunitense, si riferisce agli eventi.
- The Tulsa Lynching of 1921: A Hidden Story, un documentario diretto da Michael Wilkerson che è stato pubblicato per la prima volta su Cinemax nel 2000[58][59].
- Fire in Beulah (2001), un romanzo di Rilla Askew, è ambientato durante la rivolta. È pubblicato da Penguin Books.
- Big Mama Speaks, un dramma di Hannibal B. Johnson con Vanessa Harris-Adams ricorda la storia di "Black Wall Street"[60].
- If We Must Die (2002), un romanzo di Pat Carr sulla rivolta pubblicato da TCU Press.
- Before They Die (2008), un documentario di Reggie Turner sostenuto dal "Progetto Tulsa", una cronaca sugli ultimi sopravvissuti e la loro ricerca di giustizia nei confronti della città e dello Stato[61].
- Race Riot Suite (2011), una suite jazz dei "Jacob Fred Jazz Odyssey" incisa da Kinnara Records, è stata registrata nel "Tulsa's Church Studio".
- Il documentario Hate Crimes in the Heartland (2014) di Rachel Lyon e Bavand Karim fornisce un approfondito esame della rivolta[62].
- Dreamland Burning (2017), un romanzo di Jennifer Latham sugli eventi di Tulsa intrecciati con le conseguenze moderne, pubblicato da Little Brown Books.
- Watchmen (2019), serie televisiva di Damon Lindelof. La prima puntata descrive i disordini di Tulsa, narrando l'infanzia di uno dei protagonisti costretto a fuggire dalla città da bambino.
- Lovecraft Country (2020), serie televisiva.